# Christian Gottfried Becker

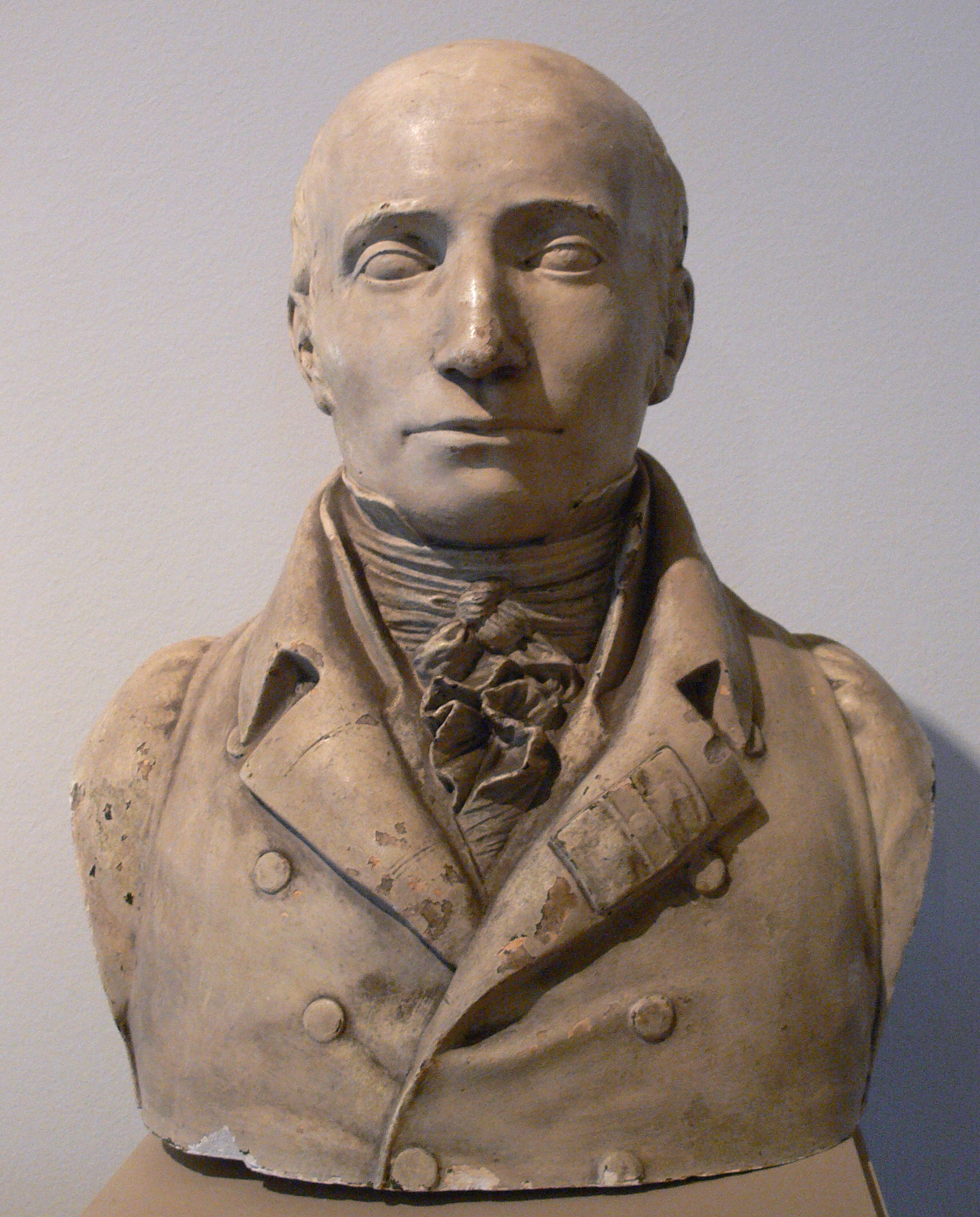
Portraitbüste Christian Gottfried Becker (Schloßbergmuseum Chemnitz)

Christian Gottfried Becker (* 2. September 1771 in Oberlichtenau bei Pulsnitz; † 23. Oktober 1820 in Chemnitz) war der erste Großindustrielle in Chemnitz und hatte maßgeblichen Anteil daran, dass sich Chemnitz zum „sächsischen Manchester“ entwickelte. Vorbildlich war sein soziales Engagement für die Ärmeren besonders während der Hungersnot 1816/1817 (siehe: Jahr ohne Sommer), als er in Polen große Mengen Getreide kaufte und zu moderaten Preisen zur Verfügung stellte bzw. verschenkte.

## Leben und Wirken

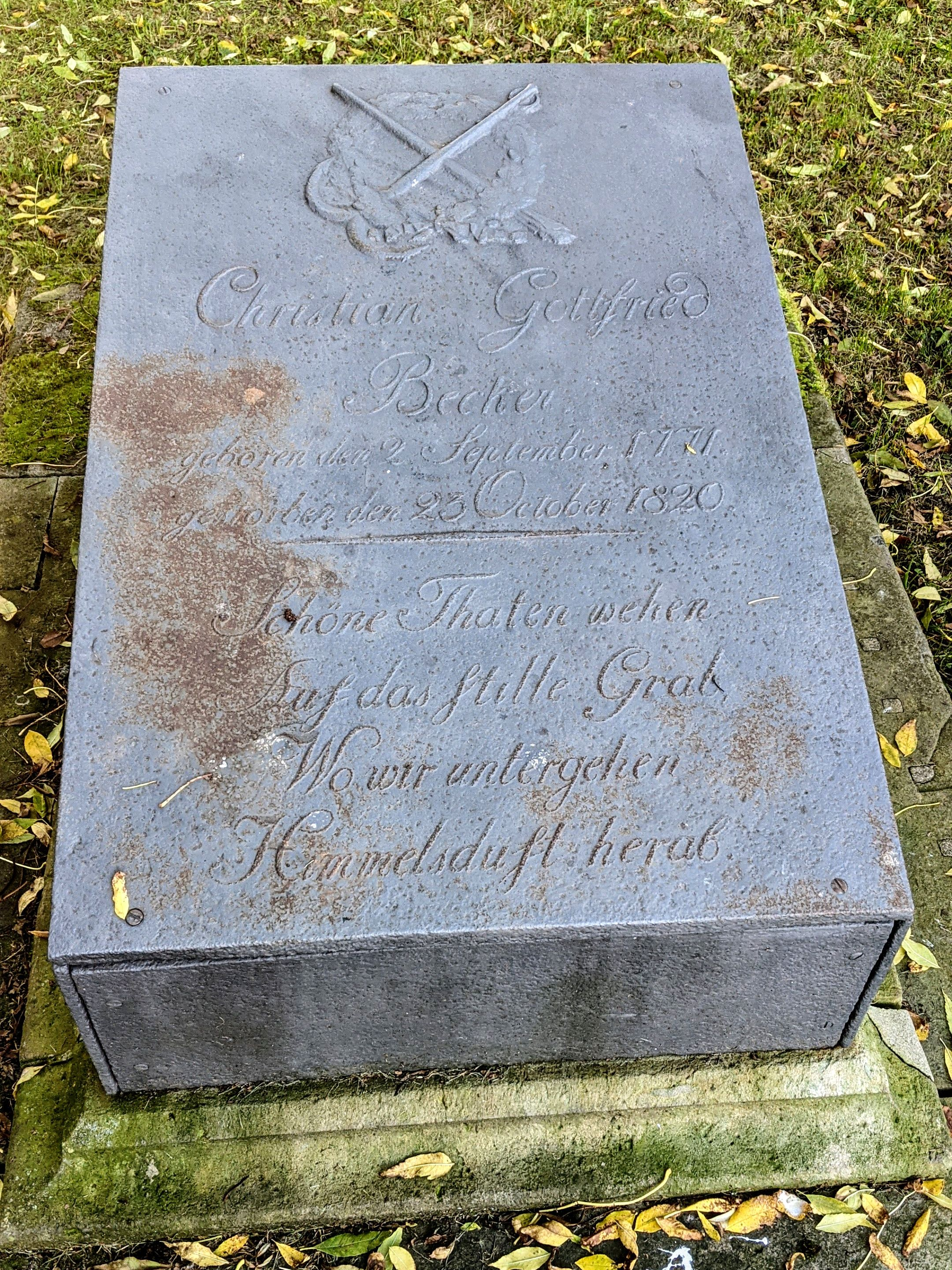
Grabmal auf dem ehemaligen Johannisfriedhof (heute: Park der Opfer des Faschismus) in Chemnitz

Als Sohn des Pfarrers Christian Gottfried Becker sen. (* 30. Dezember 1739 in Chemnitz; † 27. April 1793 in Mittweida) und dessen Ehefrau  Johanne Christiane Bendikta Becker, geborene Glauch (* 29. April  1752 in Wippra; † 3. November 1793 in Mittweida) machte Becker sich nach einer kaufmännischen Ausbildung in Dresden 1795 selbständig. Zwei Jahre später gründete er zusammen mit dem Weber Schraps die Firma Becker & Schraps. 1802 gründete er eine Kattundruckerei, die sich bis 1810 zu einer der drei größten in Chemnitz entwickelte. 1811, nach Ablauf der Privilegien der ersten Chemnitzer Spinnereien (Bernhard und Wöhler & Lange), errichtete er eine mit Wasserkraft betriebene Baumwollspinnerei. Er beschäftigte zeitweise 2500 Arbeiter und damit fast ein Viertel der Chemnitzer Einwohnerschaft. Er starb mit 49 Jahren an einer Herzerkrankung.
Die Chemnitzer errichteten Christian Gottfried Becker zum 100. Geburtstag 1871 aus Dank ein bronzenes Denkmal, das den Mittelpunkt des nach ihm benannten Beckerplatzes bildete. Es wurde als Kriegsmetallspende Anfang der 1940er Jahre abgebaut und eingeschmolzen.

## Familienverhältnisse
Ein Bruder Christian Gottfried Beckers war Friedrich Wilhelm Becker (* 4. Januar 1773 in Oberlichtenau; † 21. Oktober 1847 in Kiew). Auch er stammte aus Sachsen und war als Lehrer und späterer Professor für römische Literatur – zunächst im Baltikum und dann in der Ukraine – tätig. Seine Ehefrau war die Anna Margarethe Friederike Becker, geborene von Hueck (* 4. Juli 1788 in Reval (Tallinn); † 30. Oktober 1847 in Kiew). Friedrich Wilhelm Becker hatte drei Söhne:
- Paul Adam von Becker (1808–1881), Professor und Direktor des französischen Lycée Richelieu in Odessa.[7] Sein Sohn Carl Woldemar war Ingenieur von Beruf und der Vater der Malerin Paula Modersohn-Becker.[8]
- Wilhelm Gustav Becker (russisch Василий Васильевич Беккер) (1811–1874), Arzt
- Friedrich Woldemar Adam Becker (1825–1848), Jurist[9][10]